# Aktion Werwolf
Onder de codenaam Aktion Werwolf riep Joseph Goebbels in april 1945 de Duitse strijdkrachten en de Duitse bevolking op om tot een partizanenstrijd in Duitsland over te gaan.

## Geschiedenis
Met de aanstaande nederlaag in het vooruitzicht, besloot Goebbels om zijn laatste (denkbeeldige) troef in te zetten: de Duitse bevolking. Met het motto
 "Haat is ons gebed en wraak is onze strijdkreet"
 (Duits: "Haß ist unser Gebet und Rache ist unser Feldgeschrei")
 probeerde hij het volk over te halen om een partizanenoorlog te ontketenen. Mede door zijn grootspraak; dat Duitsland de eindoverwinning zou behalen, de door hem georganiseerde fluistercampagnes over de Wunderwaffen en het op springen staan van de samenwerking van de geallieerde coalitie, liep Aktion Werwolf op niets uit. Het volk was het vertrouwen in de eens zo invloedrijke Goebbels verloren.
Bovendien proclameerde Adolf Hitler zijn Nero-bevel, hetgeen inhield dat bij nadering van de vijand alle bruggen, dammen, fabrieken, grote gebouwen en verkeersknooppunten moesten worden vernietigd. De uitvoering hiervan werd echter door Albert Speer voorkomen. Ondanks het stopzetten van de totale vernietiging van Duitsland, kwam van Aktion Werwolf niets meer terecht.